# Костяная пластина из Абри Бланшар
Костяная пластина из Абри-Бланшар — часть крыла орла, обнаруженная в пещере Абри-Бланшар в Дордони (Франция). Пластина датируется примерно 30 000 годом до нашей эры. На кость нанесены засечки, выстраивающиеся в извилистую линию. По предположению американского исследователя Александера Маршака, эти засечки отражают ход дней, а пластина в целом представляет собой примитивный лунный календарь. Это истолкование не является общепризнанным.

## Лунный календарь
Первыми были нанесены засечки в центре пластины, а остальные были добавлены позже. Засечки выстраиваются в извилистую линию, которая меняет направление примерно каждые 15 засечек. Продолжительность полного цикла смены фаз луны составляет примерно 29—30 дней, что даёт возможность предположить, что засечки отражают ход дней, и что прибывающая Луна соответствует одному направлению линии, а убывающая — другому. Таким образом, по предположению Александра Маршака, пластина может представлять собой примитивный лунный календарь, который вели примерно в течение 2 месяцев.
Данное объяснение не противоречит представлениям о жизни и культурном уровне первобытных людей. Цикл смены фаз Луны является одним из самых заметных повторяющихся астрономических явлений. Кроме того, его продолжительность совпадает с продолжительностью менструального цикла у женщин. Открытым в современный период племенам, которые занимаются охотой и собирательством, данный цикл известен (хотя и не всем: исключением являются, например, аборигенные племена Австралии).
Кроме того, на связь фаз Луны и засечек указывает также то, что некоторые засечки имеют форму серпа.
Александр Маршак предложил сходные объяснения и для других предметов, содержащих нанесённые человеком узоры, относящихся к периоду позднего палеолита.

## Критика предположения Маршака
Интерпретация Маршака подвержена критике. Во-первых, изменение направления линии, в которую выстраиваются засечки, не является резким, что оставляет большой простор для объяснений. Кроме того, в одной из частей пластины засечки можно рассматривать не как часть одной извилистой линии, а как две параллельные линии. Между формой засечек и фазами Луны нет явного соответствия. Связь начала линии с астрономическим моментом новолуния также сомнительна, так как более значительным как для племён, ведущих первобытный образ жизни, так и для многих современных религий является момент появления на небе тонкого серпа «новой Луны».
Разрешить эти противоречия можно, если ввести дополнительные условия, усложняющие интерпретацию (например, касающиеся связи направления линии и отрезка лунного цикла), но все подобные объяснения не основаны на объективных фактах и являются спекулятивными.